# Bohoyo
Bohoyo is een dorp en gemeente in de provincie Ávila en in de regio Castilla y León. Bohoyo heeft 283 inwoners (1 januari 2016).

## Geografie
Bohoyo heeft een oppervlakte van 74 km en grenst aan de buurgemeenten Candeleda, Los Llanos de Tormes, Navalonguilla, Madrigal de la Vera, Santiago del Tormes, Tormellas en Zapardiel de la Ribera.

## Wapen
De beschrijving van het wapen luidt in het Spaans als volgt:
Escudo mantelado: 1.° en campo de gules una corana de Marqués de oro, 2.° jaquelado de azur y plata, en mantel de azur, con una cabra hispánica al pie de un Monte de sinople, en punta ondas de agua de azur y plata. Al timbre, Corona Real Espãnola.

## Demografische ontwikkeling
| Jaar | Inwoners |
| ---- | -------- |
| 1842 | 643      |
| 1857 | 1145     |
| 1860 | 1048     |
| 1877 | 1219     |
| 1887 | 1344     |
| 1897 | 1441     |
| 1900 | 1555     |
| 1910 | 1588     |
| 1920 | 1668     |
| 1930 | 1734     |
| 1940 | 1750     |
| 1950 | 1658     |
| 1960 | 1529     |
| 1970 | 1286     |
| 1981 | 868      |
| 1991 | 562      |
| 2001 | 427      |
| 2011 | 337      |
| 2015 | 304      |

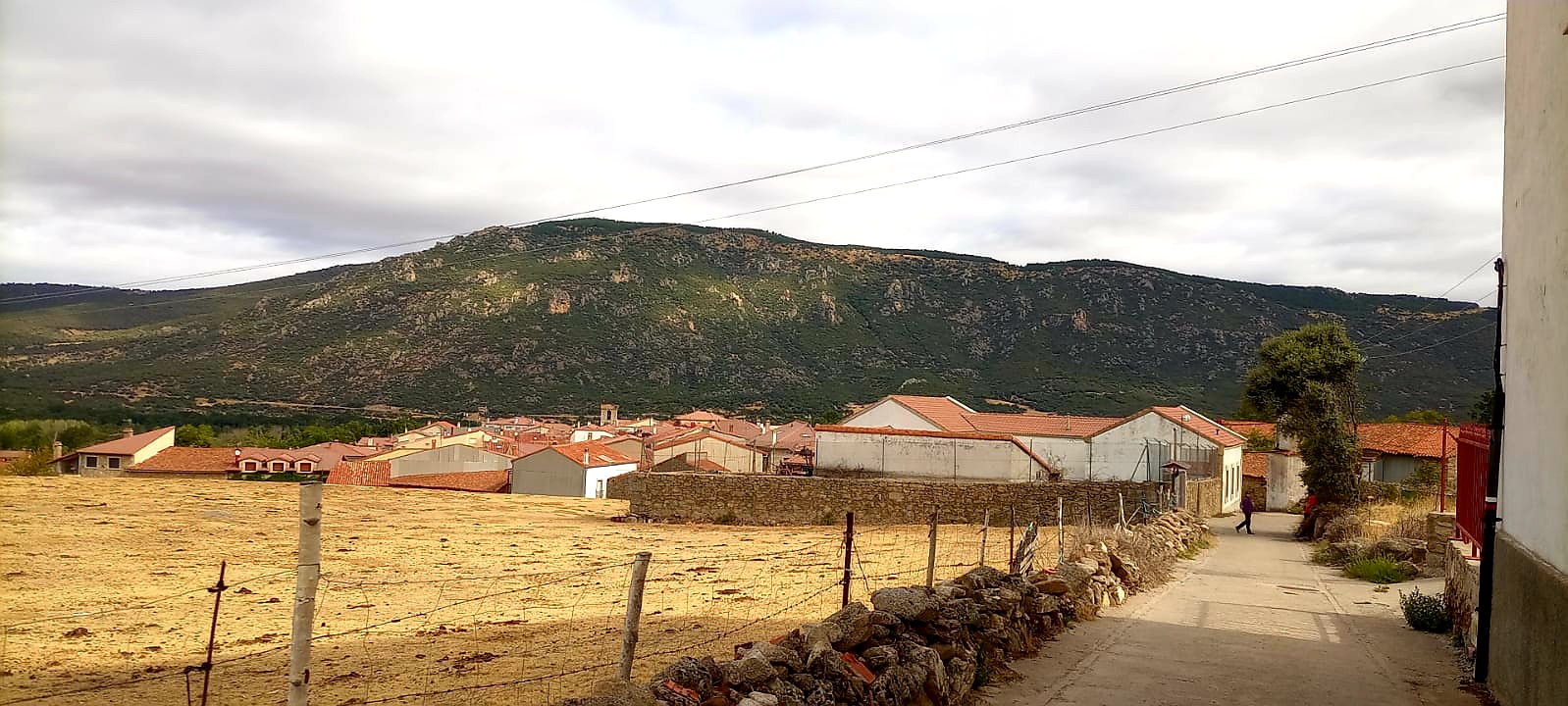
Uitzicht over Bohoyo
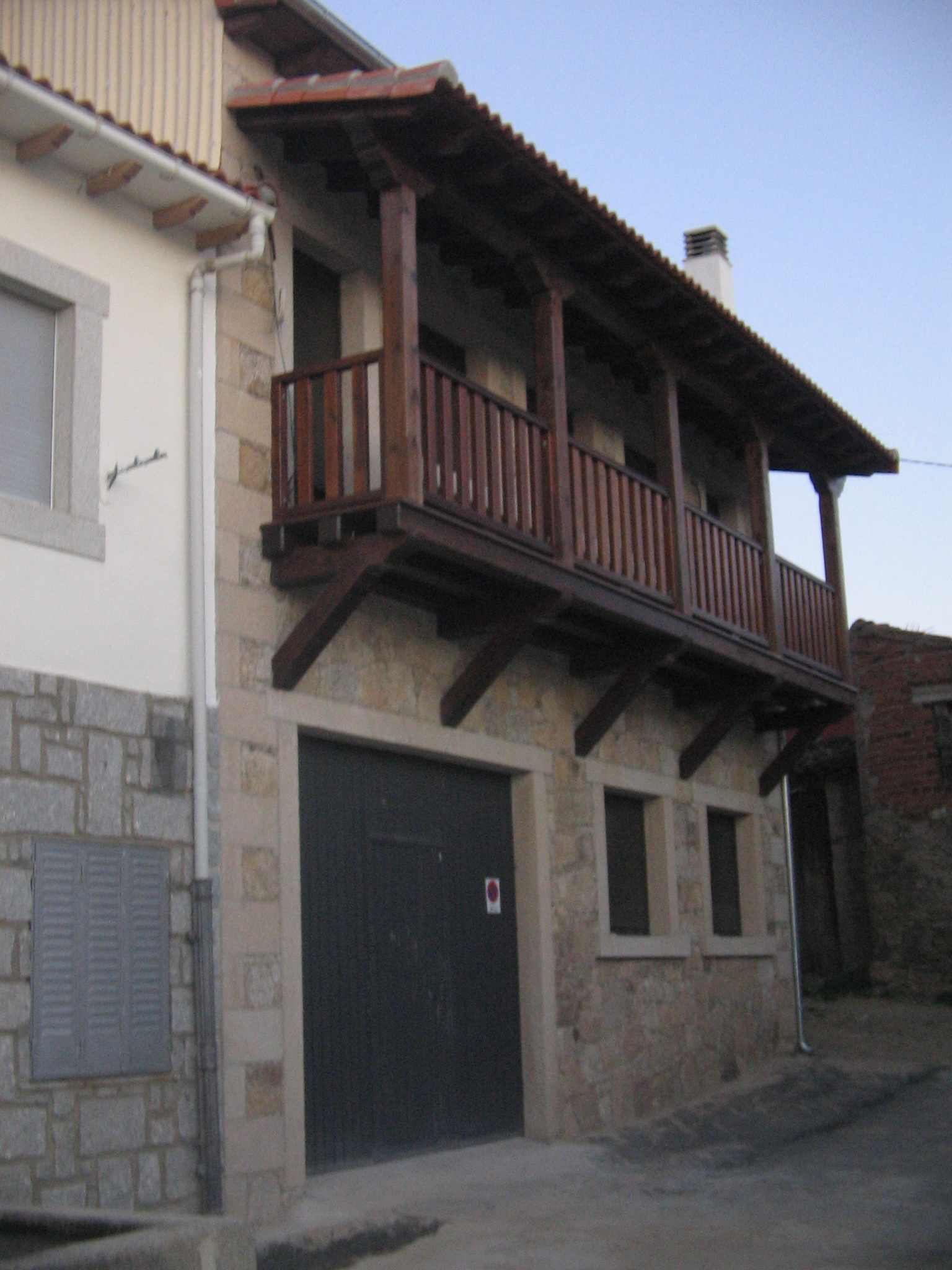
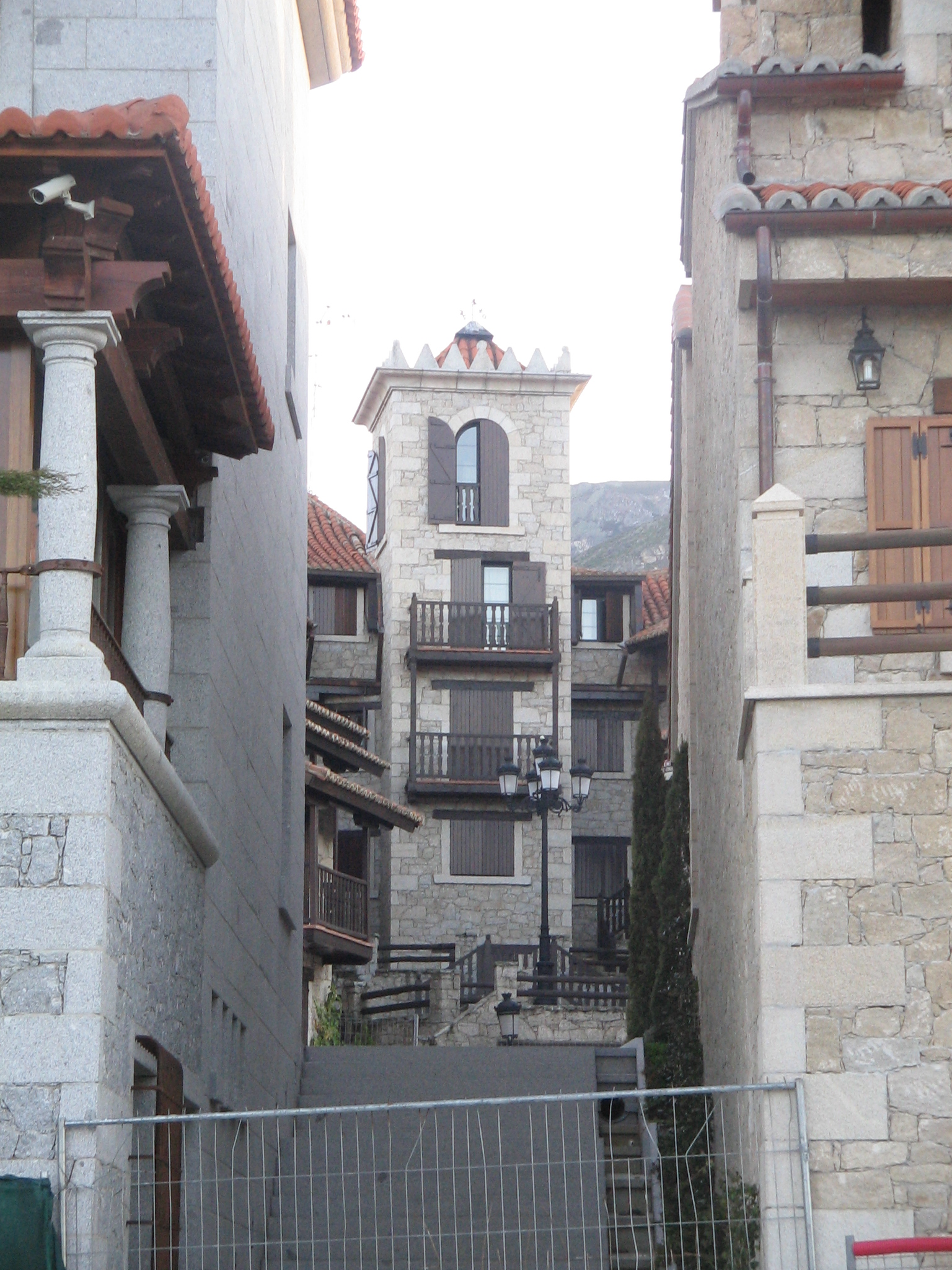